# Mistrovství Evropy v zápasu řecko-římském 1985
Mistrovství Evropy v zápasu řecko-římském 1985 se konalo v Lipsku, Německá demokratická republika.

## Výsledky

### Muži
| Kategorie | Zlato               | Stříbro            | Bronz               |
| --------- | ------------------- | ------------------ | ------------------- |
| 48 kg     | Bratan Cenov        | Bernd Scherer      | Temo Kasarashvili   |
| 52 kg     | Roman Kierpacz      | Minseit Tazetdinov | Valentin Krumov     |
| 57 kg     | Ovanes Arutjunjan   | Nicolae Zamfir     | Benni Ljungbeck     |
| 62 kg     | Kamandar Madžidov   | Bogusław Klozik    | Árpád Sipos         |
| 68 kg     | Mijail Prokudin     | Ștefan Negrișan    | Stanisław Barej     |
| 74 kg     | Ștefan Rusu         | Borislav Velichkov | Michail Mamijašvili |
| 82 kg     | Abdulbasir Battalov | Tibor Komáromi     | Sorin Herțea        |
| 90 kg     | Igor Kanygin        | Ilie Matei         | Toni Hannula        |
| 100 kg    | Anatolij Fedorenko  | Ilija Vasilev      | Dušan Masár         |
| 130 kg    | Igor Rostorockij    | Rangel Gerovski    | Sławomir Luto       |